# Логические трактаты

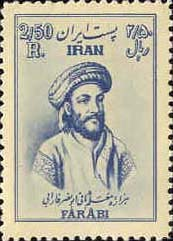
Аль-Фараби

Логические трактаты, название произведения Абу Наср аль-Фараби, посвященное логическим проблемам. Аль-Фараби — автор трудов по логике и других работ, посвященных логическим проблемам.
В трудах аль-Фараби логика известна под названием “мантык” (араб. — “речь”, “слово”), она состоит из двух частей. В 1-й части речь идет об общих законах логики — силлогистических рассуждениях и об основных элементах логики. 2-я часть охватывает пять видов искусства:
- аподейктика;
- диалектика;
- софистика;
- риторика;
- поэтика.

В трактате “Вводные разделы по логике” исследуется познаваемость вещей бездоказательным, интуитивным способом без всяких рассуждений и мыслительных процессов; познаваемость вещей доказательным, рациональным способом посредством рассуждений и мышления; а также рассматривается не только сущность, бытие вещей, но и акцидентность вещей, т.е. случайные качества вещей; причины и следствия изменения вещей из одного состояния в другое; проблема взаимосвязи грамматики и логики.
Во “Вводном разделе в логику” аль-Фараби раскрывает три главные основы логики:
1) логика — мыслительная сила человека, благодаря которой он отличается от прочих живых созданий, и мыслительных категорий, с помощью которых человек познает науки и искусства;
2) логика — речь, сосредоточенная в душе;
3) логика — речь, выведенная наружу посредством голоса.
В “Трактате о канонах искусства поэзии” и трактате “Об [искусстве] поэзии” аль-Фараби рассматривает поэзию как вид искусства, созданного с помощью логических рассуждений, сопоставляет поэтические сравнения, образы, метафоры со структурой абстрактно-логического мышления и на основании этого относит метод поэтического рассуждения к логике.
В трактатах “Диалектика” и “Силлогизм” рассматривается диалектическое единство сходства и отличия, субъекта и предиката, утверждения и отрицания, истины и лжи. Аль-Фараби уделяет особое внимание теории силлогизма, выявлению истины посредством сопоставления противоположностей.
В трактате “Катагурийас” (“Категории”) он рассматривает категории как высшие роды бытия. Высшие категории — общие понятия о вещах, теоретическое познание осуществляется посредством общих понятий. Ал-Фараби рассматривает категориальные понятия в тесной связи с вещами, воспринимаемыми органами чувств,